# Ilori
Ilori (en georgiano: ილორი) o Elir (en abjasio: Елыр) es un pueblo que pertenece a la parcialmente reconocida República de Abjasia, dentro del distrito de Ochamchira, aunque de iure es parte del municipio de Ochamchire de la República Autónoma de Abjasia de Georgia.

## Geografía
Ilori se encuentra en la costa del mar Negro; en el norte, el pueblo limita con los pueblos de Pokveshi y Beslajuba en el norte y Achigvara en el sureste. Las aldeas de Ilorgani, Suki y Zeni están bajo la administración del pueblo. 
Aquí también se encuentra el tradicional bosque sagrado Elir-Nija, uno de los siete altares de Abjasia.

## Historia
Ilori nació como una población al lado de la iglesia de San Jorge de Ilori, del siglo XI. Durante el período de dominación turca, la iglesia fue incendiada. 
Después del establecimiento de la Unión Soviética, la aldea formó parte de la RASS de Abjasia dentro del distrito de Ochamchire. En este periodo casi toda la población era de nacionalidad georgiana. 
Durante la guerra de Abjasia en 1992-1993, la aldea estuvo controlada por las tropas del gobierno georgiano y, después de los combates, la población quedó bajo el dominio separatista de Abjasia.  Al final de esta guerra, la gran mayoría de la población huyó de Abjasia y sólo unos pocos se quedaron (y luego solamente una pequeña cantidad regresó).

## Demografía
La evolución demográfica de Ilori entre 1886 y 2011 fue la siguiente:
| 644                                                 | 1871 | 1275 | 2099 | 134 |
| (Fuente: Population of Abkhazia since Soviet times) |      |      |      |     |

La población ha disminuido enormemente tras la guerra de Abjasia. En la actualidad hay una pequeña mayoría de la población abjasia, seguida en número por los georgianos; sin embargo, en el pasado eran mayoritarios los georgianos étnicos, muchos de los cuales huyeron durante la guerra y la posterior limpieza étnica de georgianos.
|              | 2011      | 2011       |
| Grupo étnico | Población | Porcentaje |
| ------------ | --------- | ---------- |
| Georgianos   | 47        | 35,1%      |
| Abjasios     | 62        | 46,3%      |
| Rusos        | 22        | 16,4%      |
| Griegos      | 1         | 0,7%       |
| Total        | 134       | 100%       |

## Infraestructura

### Arquitectura y monumentos
El pueblo conserva una de las iglesias más importantes de origen georgiano de todo Abjasia, la iglesia de San Jorge de Ilori, construida en el primer cuarto del siglo XI. Se le ha otorgado el estatus de monumento del patrimonio cultural de Georgia.